# جيمس رونالد شالمرز
جيمس رونالد شالمرز هو محامي وسياسي أمريكي، ولد في 11 يناير 1831 في لينشبرغ في الولايات المتحدة، وتوفي في 9 أبريل 1898 في ممفيس في الولايات المتحدة. نشط حزبياً في الحزب الديمقراطي. وقد انتخب عضو مجلس النواب الأمريكي ‏.